# Neobisium maritimum
Neobisium maritimum är en spindeldjursart som först beskrevs av Leach 1817.  Neobisium maritimum ingår i släktet Neobisium och familjen helplåtklokrypare. Inga underarter finns listade i Catalogue of Life.